# Империя Гаити (1804—1806)
Импе́рия Гаи́ти (фр. Empire d’Haïti, гаит. креол. Anpi an Ayiti) — монархическое государство, существовавшее после Гаитянской революции на территории западной части острова Гаити с 1804 по 1806 год.

## История
1 января 1804 года бывшая французская колония Сан-Доминго объявила о своей независимости, а уже 22 сентября того же года генерал-губернатор Гаити Жан-Жак Дессалин провозгласил себя императором Жаком I. Церемония коронации императора состоялась 6 октября.
20 мая 1805 года по инициативе Жака I была принята конституция империи. Страна была разделена на шесть военных регионов, во главе которых стоял император, либо назначенный им чиновник. Монархия в Гаити имела выборный характер и император имел право сам назначать наследника.
Во время правления Жака I по отношению к белым проявлялась особенная жестокость: практически всё белое население Гаити было уничтожено или депортировано.
17 октября 1806 года Жак I был убит двумя членами его администрации — Александром Петионом и Анри Кристофом. Гибель императора привела к скорому расколу в стране: Петион встал во главе Республики Гаити, образованной на юге распавшейся империи, а Кристоф — во главе Государства Гаити (впоследствии — Королевства Гаити), занимавшего северо-западную часть острова.
Спустя почти полвека, в 1849 году, на территории Гаити была вновь провозглашена империя во главе с императором Фостеном I. Она просуществовала в течение 10 лет. С тех пор в стране имело место лишь республиканское правление.